# 伊博人
伊博人（Igbo，英語 /ˈiːboʊ/），又译伊格博人，是西非奈及利亞主要种族之一。根據2015年的資料，伊博人大約有3200萬人，為奈及利亞國內第三大族，主要分布于尼日利亚东南尼日尔河河口地区，另有4萬人分佈在喀麥隆。伊博人包括30多個支系：如恩格巴、阿巴賈、阿達、伊卡、奧尼查等。使用伊博語，屬尼日爾—科爾多凡語系尼日爾—剛果語族。使用拉丁字母拼寫的文字。原信萬物有靈，崇拜祖先原始宗教，後多改信基督教。
伊博人原住在奈及利亞中部，13—14世紀開始向東南遷移，逐步排擠埃科伊人和伊比比奧人，成為尼日河三角洲占多數人口的民族。伊博人主要從事農業，種植玉米、木薯和水稻，經濟作物主要有可可、油棕等。煤和石油蘊藏豐富。1950年代以來，由於大量開採石油，使伊博人經濟迅速發展。伊博人文化受埃多族貝寧文化影響較大。英國殖民者入侵後，曾僱傭大批伊博人擔任各地文官。至今伊博人的知識分子仍比較多。由於他們的經濟文化較為發達，對奈及利亞東南部的其他民族影響較大。曾经是尼日利亚最大的种族，但在比夫拉战争中损失惨重，大量伊博人迁居国外，在英国和美国等地形成了大型聚居区。

## 民族分佈、人口與語言

### 民族分佈
伊博人主要分布在奈及利亞東南部、尼日河兩岸。當中埃努古州是奈及利亞的36個州之一，是伊博人的故鄉，首府埃努古。
伊博人是西非分布密度最高的民族，一平方公里從一百二十到四百人不等。主要人口分布在奈及利亞，另外約有四萬人分布在喀麥隆。

### 人口
根據2015年的資料，伊博人口大約有三千兩百萬人。

### 語言
伊博人主要使用的語言是伊博語，伊博語又譯作伊格博語，屬於尼日－剛果語系的大西洋語支。伊博語起元於公元9世紀，發源於尼日河和貝努埃河匯合處，然後擴散到奈及利亞東南部，最後成為西非最廣泛使用的語言之一，以拉丁字母來構字，是一種重視聲調的語言，能夠藉由高低音調，指示意義和語法關係的差異。若要定義一個詞彙的意思時，需考慮到聲調及上下文，一個單詞可能因為聲調及上下文不同而擁有許多意思；此外，成語和諺語在它的語言中扮演著不可或缺的角色，若伊博人在使用伊博語時不用成語或諺語，就會被認為是初學者。
| 中文           | 英文                | 伊博語         |
| -------------- | ------------------- | -------------- |
| 哈囉！你好嗎？ | Hello, how are you? | Keku ka imelo? |
| 你叫甚麼名字？ | What is your name?  | Kedu ahagi?    |
| 謝謝你。       | Thank you.          | Ndewo.         |

#### 聲音系統
標準的伊博語包括八個元音，三十個輔音和兩個聲調。伊博語只有兩個音節類型：輔音＋元音（最常見的音節型）。沒有輔音群和單音音節輔音。

#### 文法
伊博語的文法結構相對簡單。伊博語的基本語序為：主詞－動詞－受詞（SVO）。此外，介詞多為前置詞。

##### 名詞
伊博語的名詞型態並不會特別標明性別或數字，因此相對容易。

##### 動詞
伊博語藉由增加字首和字尾，來表示動詞型態的變化。動詞會與「不可分代詞」連用，大多數動詞的結構由一個動詞＋不可分代詞所組成。
- 時態：過去，現在，未來
- 狀態：進步，完成，持續，始動詞
- 是否為否定字由字首判斷[6]

## 地理環境
伊博人分布在四個不同的地理區域。低窪三角洲和河岸區在雨季時常被淹沒，土壤非常肥沃。中央帶是一個較高的平原。烏迪-恩蘇卡高原是西非唯一的煤礦區。

### 地形
埃努古的伊博語為「山頂」的意思，但它位於斷崖邊緣，坐落在克羅斯河流域和貝努埃低谷。

### 氣候
埃努古位在奈及利亞東南部，為熱帶雨林區，氣候潮濕，其濕度最高在三月至十一月。對於整個埃努古州的平均溫度為26.7°C（80.1°F）。埃努古從南方的熱帶雨林到北方的大草原，都是伊博人的居處。除了北方大草原區外，伊博人的氣候型態也深受熱帶雨林氣候影響，全年有雨。

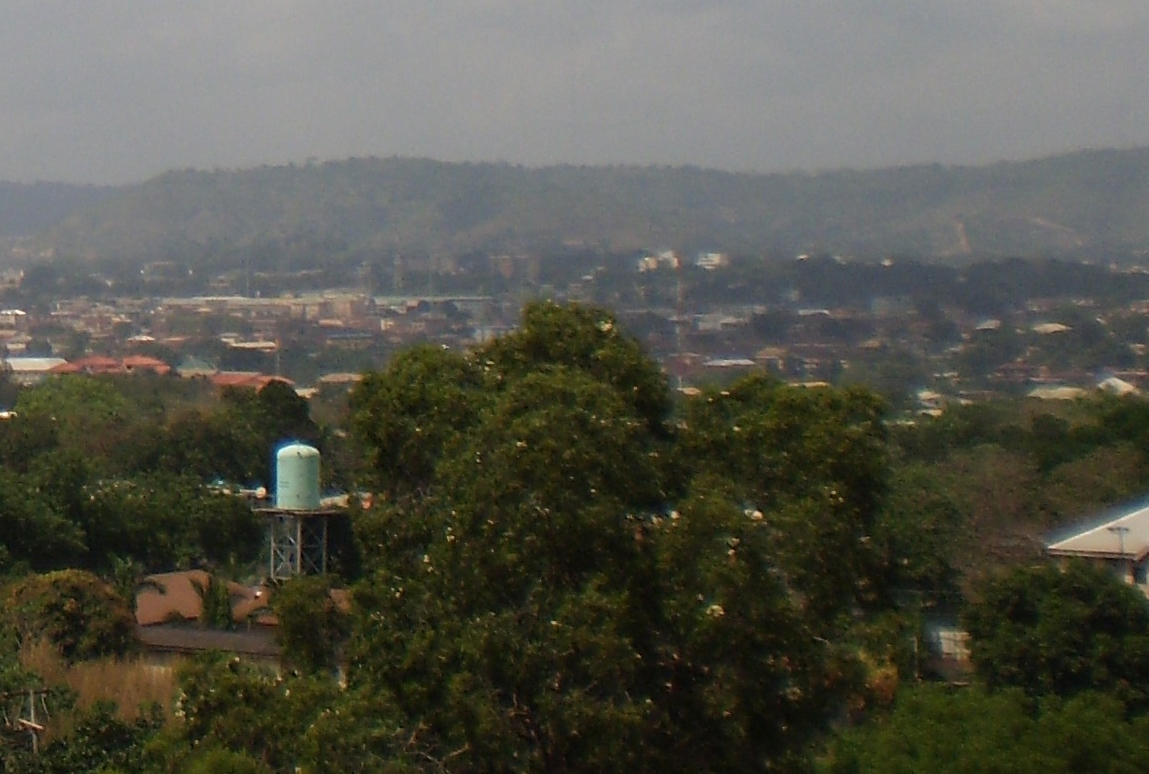
埃努古是奈及利亞東邊的首都

## 歷史沿革

### 起源
大約公元前2500年在Ibagwa附近所發現的陶器和之後在恩蘇卡發現的伊博人作品有相同之處，起源於在阿南布拉山谷Umueri氏族的傳統。1970年代時，奧韋裡、奧基奎、奧爾呂、奧古、烏迪和奧卡部落決定從語言和文化的證據組成「一個伊博中心地帶」。

### 尼日王國

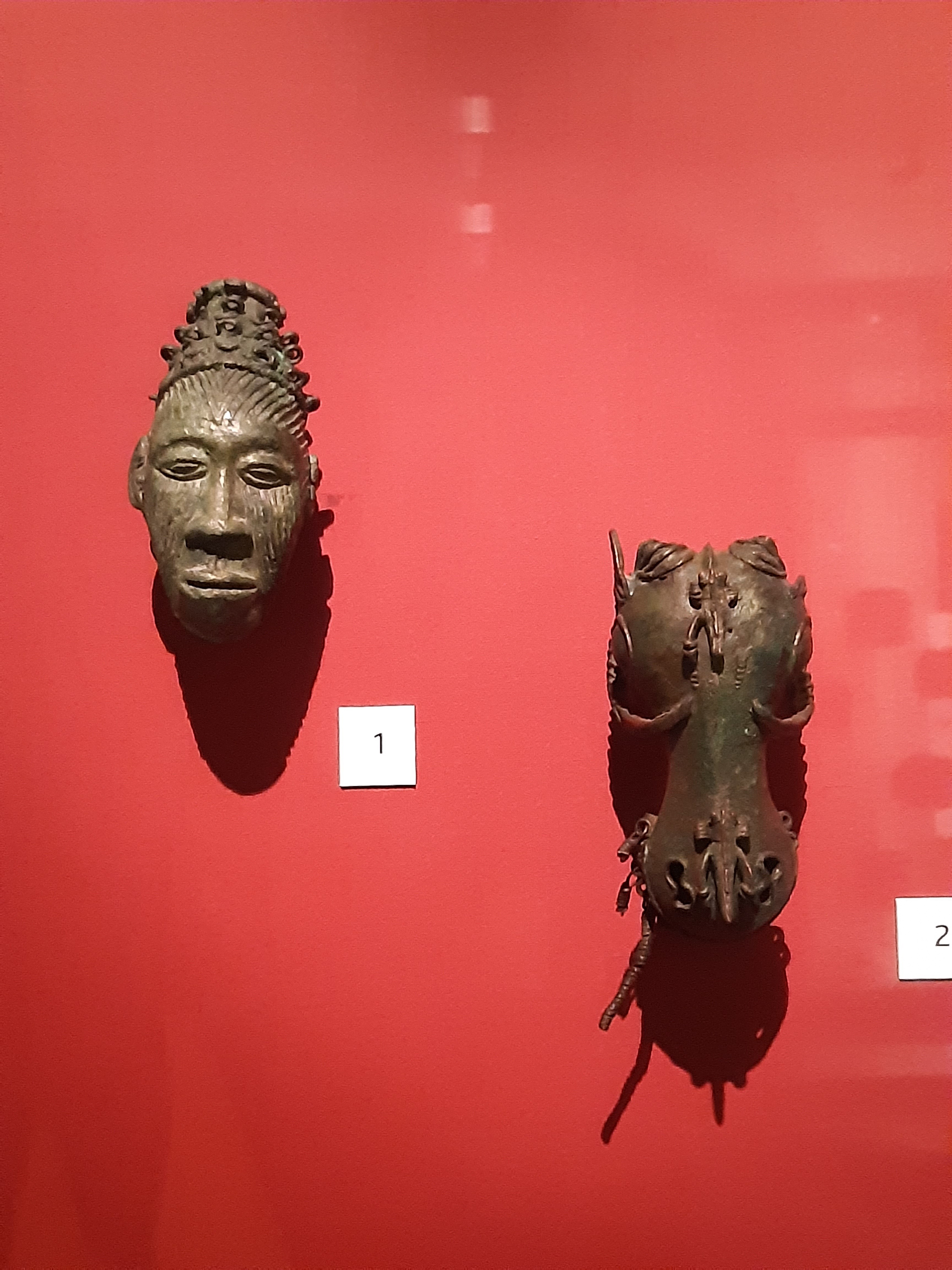
目前在大英博物館裡的銅器，在Igbo Ukwu這個城市時9世紀的產物

尼日人在伊博人居住的土地上創造了一個神話，這個神話是存在於伊博人分布的各地區諸多創世神話中的一個。尼日人和阿古萊里人都屬於Umueri氏族，能夠回溯他們的譜系到宗法王Eri。雖然Eri被Chukwu上帝描述為一個“sky being”，但他的起源尚不清楚。他的特徵為最早擁有社會階級的阿南布拉人。歷史學家Elizabeth Allo Isichei說：「尼日人和阿古萊里人都屬於Umueri氏族，是一個都能共同追溯到Eri的伊博群體。」
考古證據顯示，在Igboland的尼日霸權可能可以追溯到公元9世紀，而已出土的皇家墓葬可以追溯到至少10世紀。Eri是如神般的尼日創始人，被認為大約在13世紀後遷居到伊博文化相關的地區。他直接緊隨在第一個尼日之王Ìfikuánim後。根據伊博語的口語傳統，他的統治始於1043，但至少有一個以上的歷史學家提出Ìfikuánim的統治時期要晚得許多，他們認為大約在公元1225年。
每個國王都追溯他們的始祖Eric，每個國王都遵從Eric的宗教禮儀。新國王的成年禮（成為Ezenri（尼日的祭司王））過程非常嚴格，遵循由英雄所建立尼日王國的路徑。
尼日王國是一個宗教政體，一個政教合一的國家，在伊博地區的中心腹地發展。 尼日人有七種禁忌，其中包括人（如雙胞胎出生）、動物（如殺或吃蟒蛇）、 對象、時間、行為、言語和地點的禁忌。這些禁忌用於教育和管理海外印度人。這意味著，雖然某些伊博人可能有不同的生活形式，但是所有伊博宗教的信徒都必須遵守信仰的原則，並服從在地球上的代表the Eze Nri.。

### 跨大西洋奴隸貿易和散居
16到19世紀晚期，發生在跨大西洋的奴隸貿易，年輕人被送走，加上戰爭也增加了對俘虜的使用，對伊博人產生了巨大的影響。大多數伊博奴隸在比夫拉灣（也稱為伯尼的海岸線）運出。 這個區域包括現代的奈及利亞東南部，西喀麥隆，赤道幾內亞地區和北部的部分地區。在該地區的商品和奴隸貿易的主要港口包括奈及利亞的邦尼和卡拉巴爾鎮。大量來自比夫拉灣的奴隸本來是伊博人。奴隸通常是由阿羅邦聯綁架或從伊博村莊買奴隸賣給歐洲人。 多數的伊博奴隸都是掃蕩奴隸戰爭或出征的受害者，而且有時發生可憎之事或罪行時，他們總被認為是罪魁之首。在英國殖民者的眼中，伊博奴隸是叛逆的，且為了逃脫奴隸身分，自殺率極高。不知是甚麼原因，有證據顯示，交易商尋求伊博婦女。
與一般大眾的認知相反，歐洲的奴隸販子相當了解各種非洲種族，導致某些族裔群體容易成為種植園主的首選。他們特別喜歡的民族因而相當集中在美洲的某些地區。伊博奴隸被送至殖民地，如牙買加、古巴、圣多明各、巴巴多斯、美國、伯利茲和特立尼達和多巴哥等.
伊博文化的元素仍然可以在這些地方找到。例如，在牙買加土語裡，伊博字中"unu"(您)，意思是“你”的複數，仍在使用。 “Red Igbo”（或“red eboe”）該術語源自伊博人膚色突變的發病率，但受到東邊奈及利亞的影響，嚴格說起來可能不是伊博語。 BIM是巴巴多斯是一個口語術語，在巴巴多斯普遍被奴役使用，這個詞是從"BEM"衍生的，在伊博語意為“我的地方或是我的人」，但可能有其他來源。 原本的伯利茲城在伊博人移民之後改叫伊博城。在美國，伊博奴隸最常到切薩皮克灣殖民地和馬里蘭州和弗吉尼亞，在那裡他們構成了非洲人的最大群體。 自20世紀後期，強大的就業市場吸引了奈及利亞的移民在馬里蘭州定居，他們主要是使用英語和伊博語。

### 殖民地時期
在英國殖民統治的努力下，19世紀奈及利亞的伊博人和尼日爾河的其他民族接觸，導致了不同的伊博人深化了他們的民族認同。在伊博人共同的決定下，他們懷抱基督教和西方教育。由於伊博政府的分化，其中包括英國需要保證酋長任命的集中式及不兼容的間接統治，英國殖民統治被認為上演公開衝突因此大為緊張。在英國殖民統治下，奈及利亞的主要種族和伊博語等多樣性緩慢下降，如豪薩語和約魯巴語。
在奇努阿·阿切貝的小說「齊諾瓦阿切」描寫到，殖民統治已形塑伊博人的社會。英國統治所帶來的文化，如引入權證酋長為統治者。 基督教傳教士有時會刻意避開伊博文化的源頭，強勢地引進歐洲意識形態進入伊博人的社會和文化。 伊博婦女被徵稅的傳聞引發了1929年的伊博婦女在阿壩的戰爭（也稱為1929年阿壩騷亂），在伊博人的歷史裡，這是唯一一次婦女的大規模反抗。
伊博文化的其他方面也因殖民主義改變，如房屋，教育和宗教。建築的傳統是泥牆和茅草屋頂變成如房屋和鋅屋頂的水泥塊。興建車輛所行駛的道路。許多地方也興建醫院和學校。隨著這些設施的建設，電力和自來水分別裝在20世紀初。有了電，收音機和電視機也逐漸普遍，並已成為大多數伊博人家庭司空見慣的新技術。

### 奈及利亞比夫拉戰爭

比夫拉（1967–1970）共和國的旗幟，有時被視為伊博族的民族旗幟。

1966年开始，居于北方的穆斯林与伊博人及东北地区的其它民族发生的一系列冲突，于1966年7月29日发动政府废黜由前军方領袖所组建的政府，并于1967年剌杀了约翰逊·阿吉伊-伊龙西。同年内战各方在加纳的阿克拉举行六方和平谈判，但和谈失败
。由于和谈失败导致东尼日利亚地区宣布独立，于1967年5月30日成产新的比亚法拉共和国 
，楚库埃梅卡·奥杜梅格伍·奥朱古成为其国家元首。由此尼日利亚陷入内战之中，战争从1967年7月6日持续至1970年1月15日 
比亚法拉政权宣布投降为止，东部地区的伊博人遭到屠杀，如1966年反伊博运动中有约1~3万伊博人被屠杀。
由于英国政府在尼日利亚屠杀中不光彩的行为，招至部分人士的反对，其中包括让-保罗·萨特及约翰·列侬。
2007年7月，比夫拉前領導人發聲，繼續主張比夫拉獨立，“唯一的選擇就是我們應該獨立......我們並不像其他人一樣屬於奈及利亞”。

### 近代歷史（1970年代至今）
尼日利亞 - 比夫拉戰爭讓伊博人及伊博地區一蹶不振。戰鬥已經徹底摧毀了許多醫院，學校和家庭。除了損失了自己的積蓄，很多伊博人面臨著來自其他族裔群體和新非伊博聯邦政府的歧視。有些伊博人的次團體，如Ikwerre，從戰後開始與伊博主流社會分離。 在戰後時代，奈及利亞東部的人改變了像伊博語的姓名和地方的名字。例如，Igbuzo鎮被英國化，改稱Ibusa。由於歧視，許多伊博人很難找到工作，並在1970年代初期成為奈及利亞最貧困的少數民族之一。
Igboland公民和奈及利亞政府的情況因之後二十年間的重建和因石油工業在尼日爾河三角洲地區崛起而有所好轉。這使奈及利亞南部建立了許多新工廠，許多伊博人最終還成為政府的公家人員。但也有許多人工作於私人部門，許多伊博人從事奈及利亞的商業和經濟活動。21世紀初以來，許多奈及利亞伊博人移民到歐洲和美洲。

## 社會、家庭與婚姻

### 社會

#### 傳統社會
伊博人的傳統政治組織是準民主共和的政府體制。在嚴謹的組織下，這體制確保了其公民的平等，而不是一個封建社會制度或是國王凌駕至上的專制制度。這個體制在15世紀最先被葡萄牙帝國見證。除了幾個城鎮，如奧尼沙，它的國王叫做奧比，和像是尼日王國及Arochukwu有牧師，其他伊博地區的地方政府都通過由絕大多數老百姓所領導的共和協商會議完全統治。 通常是由長老理事會支配和管理。

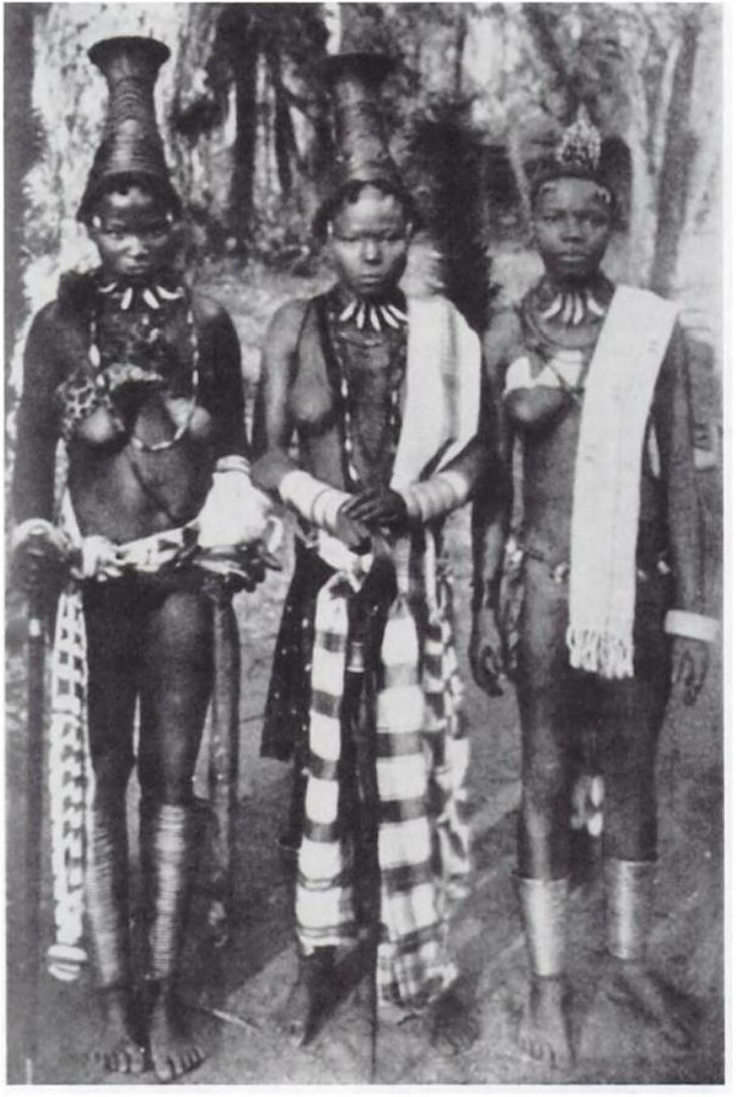
20世紀的三個伊博女人

擁有頭銜的人因為其成就和能力被尊重，雖然他們從來無法被尊稱為國王，但這個特殊的頭銜給了他們一些特權。這種執政方式與西非其他國家相去甚遠，只有埃維人和迦納有這個風俗。 Umunna(兄弟制)是維持伊博父系社會的一種形式。Umunna可以被視為是伊博人社會中最重要的支柱。
數學對於傳統的伊博社會來說是非常重要的，除了日曆外，銀行體系和戰略性的博弈遊戲叫做'Okwa'。在伊博日曆裡，每週有四天，一個月有7週，每年13個月。在每年的最後一個月中，加入額外的一天。 該日曆也是傳統伊博鄉鎮用來判斷市場日的依據。 他們透過調停來解決有關法律的事項，以及金融系統裡貸款和儲蓄的問題。伊博新的一年是從Ọ́nwạ́ M̀bụ́（二月）第三個星期開始，雖然許多伊博地區傳統的新年是從ỌnwạÁgwụ（六月）開始。伊博社會裡有一個傳統的表意文字叫Nsibidi，用於秘密會社的儀式，起源於鄰近的Ekoi人。伊博人早在公元9世紀，就已經發現在Ukwu鎮生產的青銅器。
傭工存在於伊博傳統社會的契約中在伊博地區的契約服役由奥拉达·艾奎亚诺描述。他在他的文章內說明了成為地區奴隸的條件，並指出了奴隸的伊博Essaka下，和那些在西印度群島的歐洲人保管之間的差異：
 ……他們的情況與在西印度群島的奴隸是不同的！不同的是，有了我們，他們沒有做比社會上其他人更多的工作……甚至自己的主人……（但他們不被允許……與自由人一起吃東西），其他大概沒有特別的區別……這些奴隸中有些有……在他們之下將其他奴隸當作自己的財產……為自己所用。
尼日爾海岸是1434年至1807年非洲和歐洲商人之間的接觸的地區。葡萄牙是第一個來到這裡的國家，接者是荷蘭，最後是英國。在此之前與歐洲的接觸，伊博貿易路線延伸最遠到麥加，麥地那和吉達大陸上。

#### 社會階級和社會地位
以年齡和性別來區分社會階級。他們非常尊重男性和老年人，這反映在孩子們總是需要在第一時間問候長輩。
社會地位不分職業，而是以財富的多寡為重要依據。在伊博社會中的地位會以obgenye或MBI（窮人），dinkpa（小康）和nnukwu madu或ogaranya（富有的）區別開來。

#### 社會組織
傳統伊博社會的成員的認定方式是基於血緣群體和平行但有互補關係的雙性協會，這對社會的整合來說非常重要。該協會採取多種方式，包括年齡，男子社會團體，女子社會團體和具有聲望的社會團體如Nze或OZO(適用男性)和OMU，Ekwe或Lolo(適用女性)。這些環環相扣的性質防止了在任何一個權威過度集中於任何一個協會。依照年齡區分的群體在兒童期就以非正式的方法建立。伊博人之間的尊重和認可除了在年齡的基礎上之外，也基於傳統稱號的頭銜。在伊博人的社會，個人可透過職稱至少進步五個等級。人們可以用錢買頭銜和學位。頭銜非常昂貴，每一個更高的頭銜比前一個要貴，因此，購買頭銜被肯定是向上流動的手段。

#### 政治組織
伊博人的基本政治單位是村莊。兩種政治型態在尼日河兩岸區分開來：在尼日河東邊是民主共和制，在德爾塔州和奧尼查及索馬里的河流附近的城鎮的是君主立憲制。大多數的村或鄉鎮屬於君主立憲制，有兩個執政者:一男一女。The obi（男性君主）是整個社會的理論之父，和OMU（女性君主）是整個社會的理論之母;前者的職責主要負責男性社會，後者的職責主要負責女性社會。
婦女參與政治（即管理自己的事務，不同於男性政治）。她們透過建立自己的政治組織，能夠領導整個村落及城鎮婦女理事會。正是過去這種組織系統讓伊博婦女和伊比比奧婦女能夠發動反殖民戰爭，也就是在1929年對抗英國的戰爭，被稱為婦女的戰爭（OGU Umurwayi）。
這兩種政治制度的單位都是性別、親緣群體、血統、年齡群體、社會頭銜，占卜等，職業團體之間的政治權威分布是最小的。殖民主義已經對傳統伊博婦女的社會、政治和經濟狀況產生不利影響，導致她們的自主性逐步喪失。

### 家庭
伊博人實施的是一夫多妻制，許多伊博男人擁有一個以上的妻子。一個成功的男人會盡可能的娶妻子。這包括提供農田，以幫助婦女及其家屬謀生。在一夫多妻的家庭是由一個男人和他的妻子及他們的孩子所組成。在這樣的組成下，單位是大家庭，包括在一個家庭中所有的兒子和他們的父母，妻子，未婚女兒的。大家庭可以從5到30成員。理想情況下，所有的大家庭成員居住於一個大型的院落。
伊博人的家庭近年來發生了變化。基督教婚姻和公證結婚是重要的沿革。對伊博的職業人來說，核心家庭和擁有自己的住宅是新趨勢。

### 婚姻
結婚通常需要經過年輕女子的同意，伊博社會的習慣會介紹女人給男人的家人，也會介紹男方給女方的家人，並且試探新娘的性格，審視女子的家庭背景，並了解新娘的財富地位。 婚姻有時從出生開始就透過兩個家庭的協商安排。

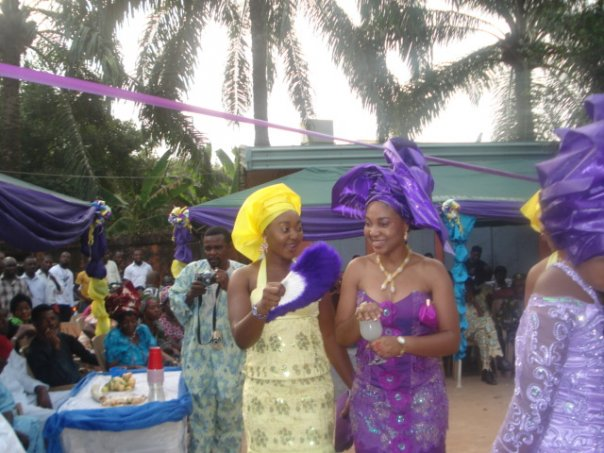
新式的伊博婚姻文化

在過去，許多伊博婚姻屬一夫多妻。一夫多妻的家庭是由一個男人和他的妻子們和他們的孩子們所組成。男人有時娶多個妻子是出於經濟原因，如此一來家庭便能有更多的人，例如兒童，以幫助農業生產。因為基督教的關係改變了伊博族這種一夫多妻的習慣。受到西方的影響，伊博人現在傾向一夫一妻制 和創建核心家庭。一些西方的婚姻習俗，比如在結婚前後到基督教堂的婚禮，也漸漸影響伊博人的婚姻習俗。

## 產業與生活

### 產業

#### 主要工作
傳統伊博人的經濟來源依賴根莖作物的種植。山藥、木薯、芋頭是主要的塊根作物。工作內容依性別而定。男人負責清除灌木，並在婦女和孩子們的幫助下種植山藥。除了山藥的種植外，婦女會被分配到其他的土地，她們會在種植山藥外的空閒土地和山坡上種植其他農作物。
貿易是伊博人傳統社會中一個古老的職業。市場已經成為民生的重要來源。越來越多的伊博人現在所領的薪水屬於勞動工資。發展中的城市、擴大道路建設、新產業、石油勘探正在創造大量就業機會。

#### 商業活動
伊博人傳統農業的特點是自給自足，主要農產品包括山藥，木薯，芋頭。其他重要的作物包括cocoyams，大蕉，玉米，甜瓜，秋葵，南瓜，辣椒，瓜類和豆類。
主要經濟作物為棕櫚產品。主要出口包括棕櫚油，以及棕櫚仁，為次要出口商品。貿易，當地手工藝品，和僱傭勞動在伊博經濟也是非常重要的。自從奈及利亞在1960年獲得獨立，伊格博中高識字率已經幫助他們獲得工作的公務員和企業家。

#### 貿易
Ikwo和Ezra在Ogoja每年都有大量的山藥剩餘可以拿來貿易。農村零售市場交易由女性主導。交易是女性在傳統的伊博社會一個重大的社會和經濟功能。女性從事各種經濟活動來賺錢購買他們所需要的必需品。他們做墊子、陶器和編織的布。婦女非常積極地做小額貿易。陶器的製作幾乎都是女性的領域。伊博人也處理棕櫚油和棕櫚仁，是他們用農場庫存過剩的作物交易來的，一般壟斷銷售熟食。他們除了挖礦也賣鹽。

### 生活

#### 服裝
傳統上，伊博的服裝是一些破碎的小布，因為衣服的目的原本只是掩蓋隱私部位，雖然長輩們會穿完整的一套衣服。 從出生到青春期前，孩子們通常是裸體，直至達到青春期狀態（當他們認為身體有部位需要隱瞞的時候），但有時會將裝飾品如珠寶戴在腰上。
傳統婦女將自己的孩子繫在他們的胸前，許多非洲的民族使用"結帶"將小孩繫在胸前。這種方法已經現代化。少女平時戴著圍繞其腰部珠等裝飾品如項鍊和珠子。 男性和女性都穿著皮衣。 男士在他們的背部固定了包自己的腰和腿之間的纏腰布，適合酷暑以及農業進行時穿戴。
在奥拉达·艾奎亚诺所敘述的生活趣事中，艾奎亚诺描述Essaka的伊博社區用香水;
"“我們的主要奢侈品是香水;其中有一種類型是美味清香的氣味木：另一種是與土有關的;會將一小部分扔進火堆裡，讓它擴散一個最強大的氣味，我們把這些木頭磨成粉末，與棕櫚油混用;這款香水男性和女性都適用。"

隨著殖民主義變得更有影響力，伊博人開始接受他們的著裝習慣。在殖民主義的影響之後，伊博人的“傳統”服飾已經成為了歷史，並且只會在特定的場合出現。現代伊博傳統服飾，對於男人來說，一般是Ishiagu的頂部，也就是類似於穿其他非洲仁川的Dashiki的。 Ishiagu（或Ishi agu）通常是用繡在服裝上的獅子頭圖案，使用的是素色。 它可以搭配著長褲穿，也可與禮儀上衛冕冠軍的帽子做搭配，或與傳統的striped men's hat做結合，被稱為Okpu Agu'。對於女性來說，燈籠袖包含兩個包裝和頭部領帶。

#### 烹飪

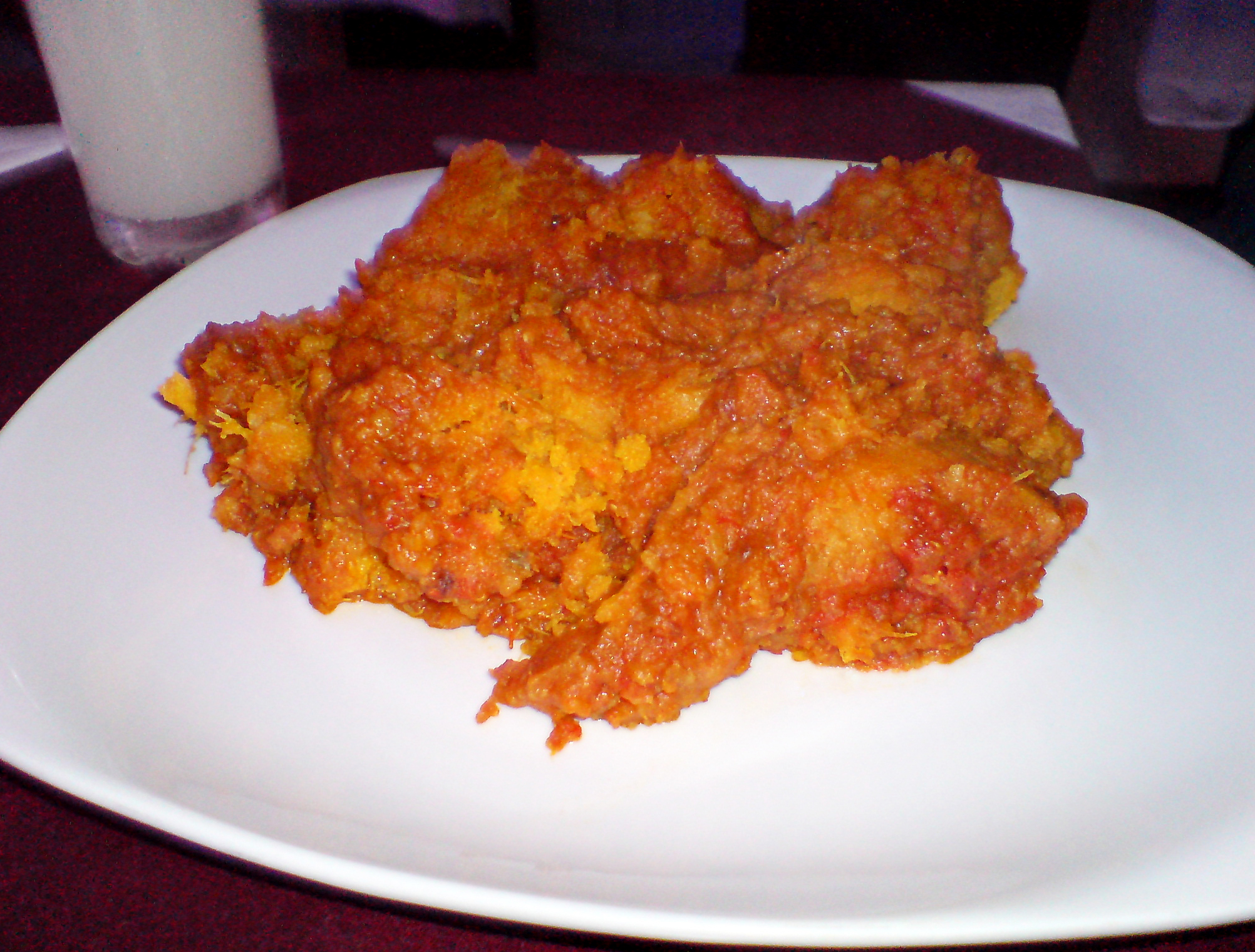
awaị在伊博文化是指山藥粥

山藥在伊博人的社會中是非常重要的糧食之一。有各種慶祝收成的活動，像是新山藥節，就是慶祝山藥的收成。在慶祝節慶的過程中，整個社會都會吃山藥慶祝，山藥塊莖成為個人成功和財富的標誌。現今，在許多的節慶禮儀中，米已經取代山藥或番薯。其他還有原生作物如木薯、加里、玉米和大蕉等。煮湯或燉煮是伊博人主要的烹調方式，他們會使用蔬菜（像是秋葵，源自伊博語Okwuru）然後會加入魚片、雞肉、牛肉、山羊肉塊。加羅夫飯曾在西非非常盛行和棕榈酒也是非常受歡迎的傳統酒精飲料。

## 信仰與習俗

### 信仰

#### 宗教

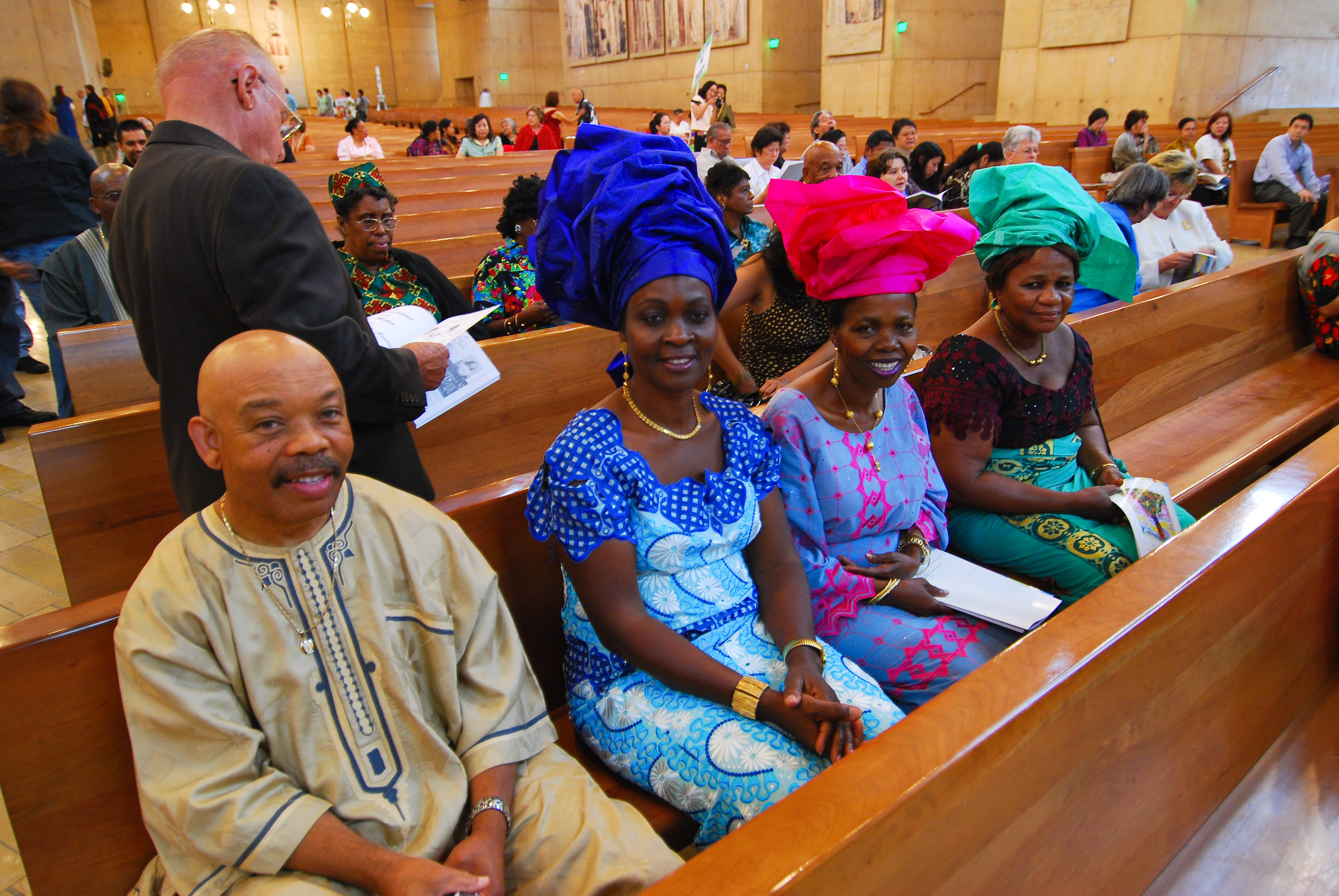
伊博人在洛杉磯的羅馬天主教堂做禮拜

如今，多數的伊博人信仰基督教，但許多人還是信仰他們的傳統或稱原始宗教。在基督徒裡有一半是羅馬天主教徒。有少數的伊博人，要求古猶太商人的子孫娶自己的女人。許多知識分子認為，伊博人是原始的猶太人。這種說法是基於群體遺傳學顯示伊博人具有L1C基因，是原來的夏娃基因L1，L2，L3之一。近年的學者使用民族語言學與古人類的研究得出證明，希伯來文的形成是來自伊博語的輔音。
伊博人的傳統宗教被稱為Odinani。在伊博宗教裡，至高無上的神被稱為Chukwu，意為（“偉大的精神領袖”）;Chukwu創造了世界，它的一切與地球上所有的東西都有相關。他們認為，宇宙分為四個複雜的部分：Okike意為（“創造”）;Alusi意為超自然的力量或神靈; Mmuo，意為精神;和Uwa，意為世界。
Chukwu是Odinani中地位最高的神，因為他是創造者，所以伊博人相信，一切事物都來自於他而地球上的一切，天堂和其他精神世界都是在他的控制之下。伊博語的語言學研究裡表示Chukwu是伊博語裡“Chi”（靈性的存在）和Ukwu（大尺寸）。  每個人與生俱來就身負精神指導和監護人的原則，“Chi”，每個個體與個人的前途和命運是由Chi決定的。因此，伊博人說，兄弟姐妹可能出自於同一個母親，但這世界上沒有兩個人具有完全相同的Chi，因此每個人都擁有不同的命運。Alusi，根據方言可稱為Aarushi或Arushi，在這個體制中都是次要的神佛，且為Odinani服務.有各式各樣的Alusi，而每個Alusi都有它自己的目標。當不再需要一個獨立的神時，或那個神變得太暴力，它就會被丟棄。

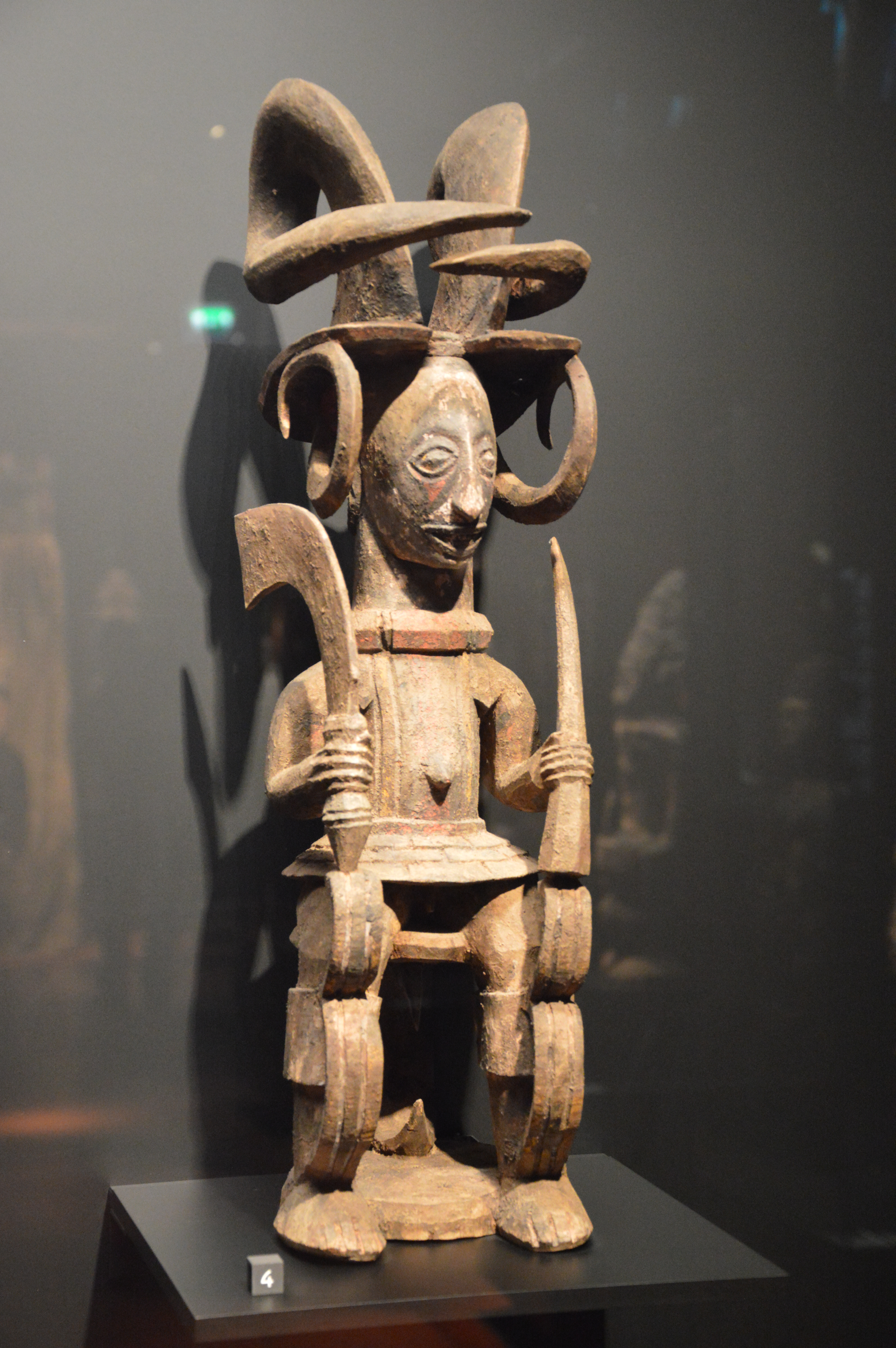
在大英博物館裡的伊博式木雕

伊博人的傳統上相信輪迴。人們相信轉生到另一個家庭，他們的一部分靈魂還是活著的。在親戚死之前，據說會給子孫輩的親戚一點他們接下來會投胎的家庭的線索。一旦孩子出生後，就會被認為是另一個轉世的人的跡象。這可以從孩子的行為，體貌特徵和語句使用看出來。占卜師可以檢測這個孩子是什麼人轉世。據說如果一個男性轉世作為一個女性會被認為是一種侮辱。

### 習俗

#### 葬禮
伊博人死亡後，如果是社會上的重要成員的屍體會以坐姿被放在板凳上，並為這位死者穿上最好的衣服。動物可能需要犧牲，且會讓死者噴上香水。通常在24小時死亡時間內埋葬。在21世紀時，家庭的領袖通常埋於其居住的居處內。不同類型的死亡就使用不同類型的墓葬。這通常會以年齡，性別和社會階級來決定。例如，孩子都埋在大家看不到的地方;通常葬在清晨和深夜。一個普通的人會埋在他家的門口，母親會葬在她的出生地：父親會葬在花園或屬於她的農場。  在21世紀時，多數伊博人已經使用在西方國家的埋葬方式，傳統伊博式的墓葬已經很少見。

#### 節慶
在伊博人的文化中，他們慶祝許多不同類型的節慶。

##### 化妝舞會
伊博人在各種節日、豐收祭、葬禮、及其他社交聚會會舉行化妝舞會。化裝舞會是豐富多彩的服裝和面具的展現。大部分的服飾與精神元素有關。
在過去，化裝舞會的功能是用來維護和平和秩序。現在，因為奈及利亞的殖民統治，它們用於文化娛樂，但是傳統信仰仍有化裝舞會的習俗。

##### 山藥節
在山藥節的第一天，伊博人透過創建一個祭壇來孝敬他們的神和祖先。村裡的男子會去農場摘新長出的山藥用來感謝他們所信仰的神。在山藥節的第二天最主要是看年輕男子摔跤。此外，他們從早到晚不斷吃飯，喝酒，聊天。

##### 和平週
和平週是統一伊博人的一個手段也是和控制他們莊稼的神溝通的方法之一。在和平週時，伊博人會在家裡冥想，以恢復他們內心的平靜。因為心靈的平靜對於農作物的收成是非常重要的。他們認為，若要有一個豐收的季節，必須沒有身體上的不適或心靈上的委屈。
伊博人也慶祝重大的奈及利亞節日像元旦（1月1日），復活節（三月或四月），奈及利亞獨立日（10月1日），聖誕節（12月24日至26日）。

## 藝術與文學

### 表演藝術

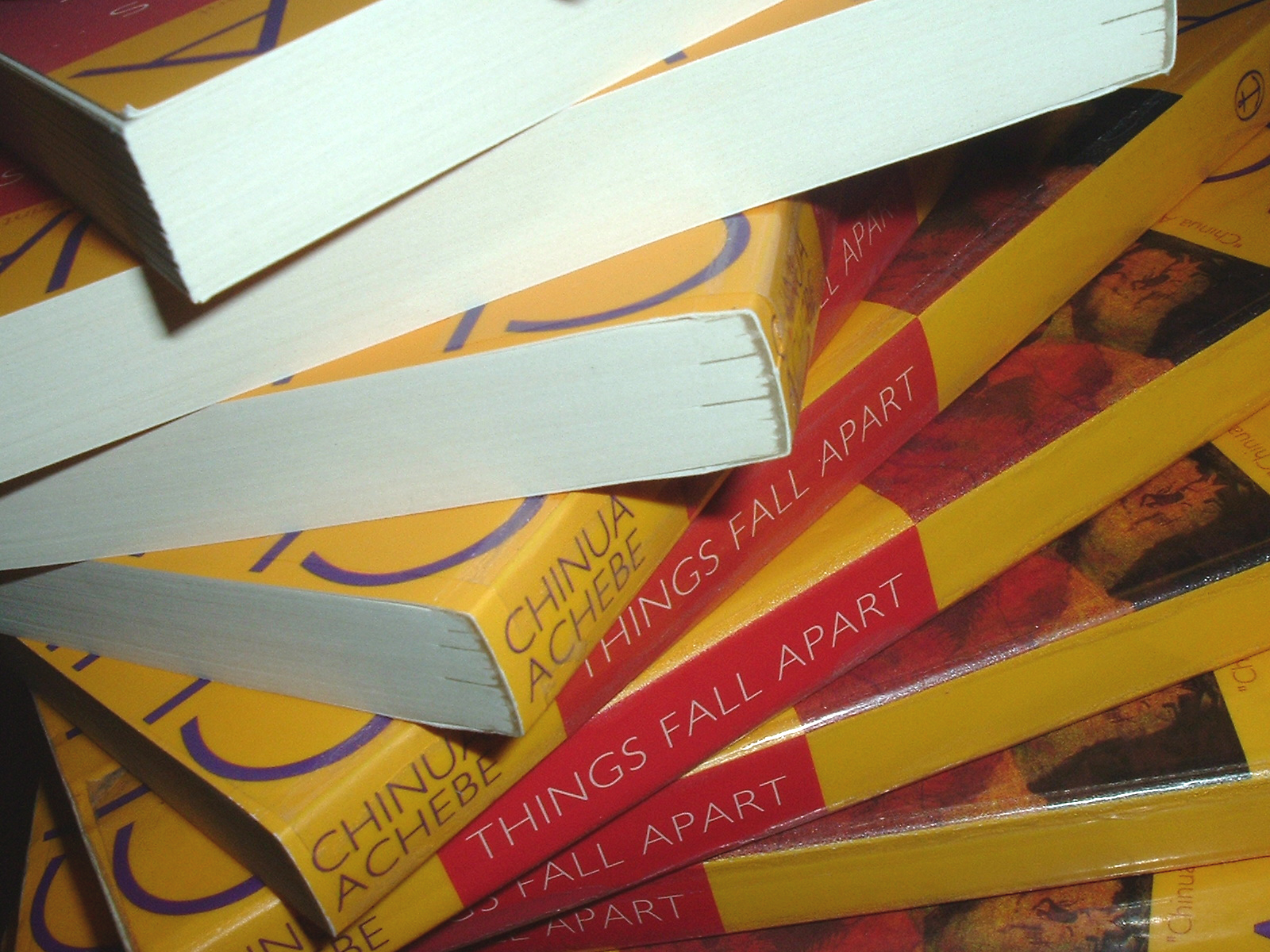
Chinua Achebe的Things Fall Apart 也許是描寫伊博文化及傳統生活最有名的一本書。

伊博人會將各種打擊樂器融入其音樂風格中：例如：巫毒鼓，基本上是由黏土罐設計；ekwe，它是由一個中空的木頭所組成；ogene，一個手鈴由鑄造鐵設計而成。其他樂器還有OPI，類似笛子的管樂器，igba和ichaka。 在伊博人的社會中流行的另一種音樂形式是highlife。highlife在西非是一個廣泛流行的音樂流派，由爵士樂和傳統音樂融合而成。現代伊博人的highlife見於作品Dr Sir Warrior，Oliver De Coque，Bright Chimezie和Chief Osita Osadebe都是20世紀最流行的伊博highlife音樂家。
遮蔽型的化妝舞會儀式是在Igboland最常見的藝術風格之一，與傳統伊博人的音樂密切相關。面具是木頭或絲織品所做成，或者是像鐵和植被等材料所構成。面具有多種用途，主要是用在社會模仿、宗教儀式、秘密社團（如Ekpe社會）和公共節日，現在包括聖誕節的慶祝活動。 一些最知名的面具包括Agbogho Mmuo，這是北伊博人的面具形式，代表死者少女的靈魂也象徵著美麗的母親。
其他令人印象深刻的面具包括北伊博人的Ijele。色布上的圖案，代表日常場景中常見的東西，如豹。這種面具用於榮耀、紀念死去的人，以確保社會的連續性和福祉，並且只能在少數的場合上看到社會上的著名人物的死亡。
伊博人的舞蹈風格非常多元，但或許，伊博人最著名的舞蹈是Atilogwu舞蹈部隊。這些表演雜技包括特技，如高踢腿，從每個單獨樂器所發出的旋律都能對應一個舞者的一個動作。

### 視覺藝術和建築型態
有許多方法能夠定義伊博人的藝術型態，伊博人的藝術型態以各種類型的化裝舞會，面具和象徵性的服裝及抽象的動物或藝術概念令人著迷。青銅器的鑄造最早在9世紀時的Igbo Ukwu鎮發現，構成最早在Igboland發現的雕塑。在這裡，最早追溯到西元9世紀，有一套行之有效的區分方法和一間禮儀店，同時含有青銅器和精心鑄造的錫青銅。伴隨著這些青銅器的產生是165000顆玻璃珠，而這些起源於埃及，威尼斯和印度。有些流行的伊博藝術風格包括Uli設計。大多數伊博人的雕刻喜歡使用面具，雖然面具的功能會因不同群體而不同。
伊博人的藝術以Uli的建築形態著名。

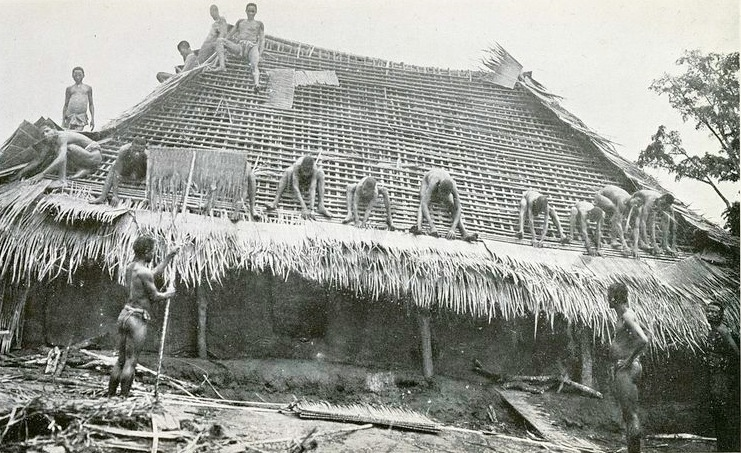
用棕梠葉覆蓋屋頂, 20世紀初期

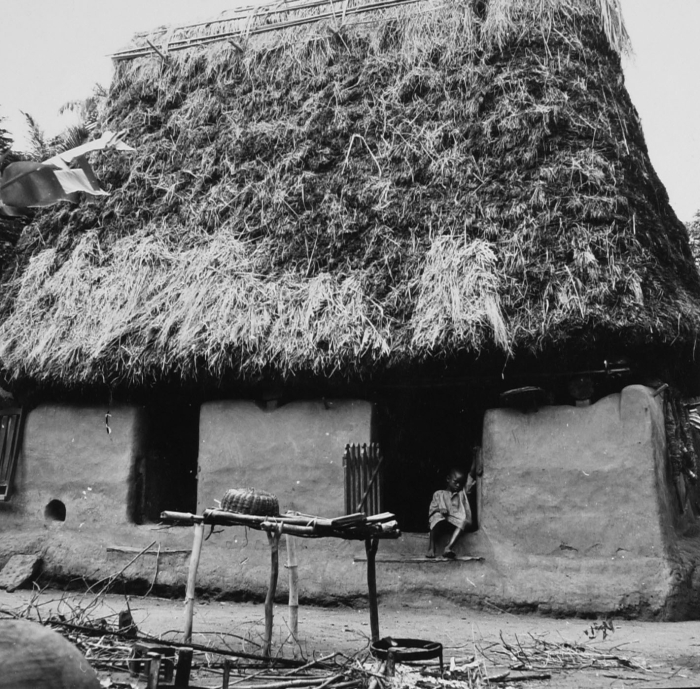
傳統伊博家屋，1967

在奧韋裡MBARI這種型態的建築是指伊博人計劃的避難所。他們安置許多真人大小的畫，像是Alusi（神）和Ala，是大地女神，與其他的雷霆、神佛、水）。 其他雕塑來自官員，工匠，外國人（主要是歐洲），動物（傳說中的生物）和祖先。當MBARI房子在建造時，被認為是極為神聖的過程，因此需要花費數年的時間打造。當在構造新的建築物，舊的就讓它腐爛。 每天所居住的房屋是由泥裸土地板雕刻設計門和茅草屋頂所組成的。有些房子無論是在內部和外部都有精巧的設計。這些設計可能包括伊博女人所設計的Uli art。
在Nsude鎮，Abaja，Igboland北部的伊博人獨特建築文化是Nsude Pyramids。十個金字塔結構建是以粘土／泥所組成。以圓形圖案往上堆，直到它達到了頂級。該建築被認為是神的廟宇，Ala/Uto被認為居住在頂部。一根長棍放在頂部代表神的住所。結構在五個彼此平行的基底被放置了。因為它是以黏土和泥巴建造，因此經過長久的時間，需要定期重建。

### 文學
1789年，《奥拉达·艾奎亚诺生活中的有趣故事》發表於英國倫敦，由原奴隸伊博人奥拉达·艾奎亚诺寫的。書中描述的了79個伊博語的單詞。 在書中的第一和第二章，是描寫奥拉达·艾奎亚诺在他的Essaka家鄉伊博人生活的各個方面。雖然本書的出版，是有關伊博人文化的第一本出書 但是在1777年，德國的傳教士 C. G. A. Oldendorp出版了第一本包括任何伊博文化的專書。
但是也許與伊博人傳統生活方式有關最流行和著名的小說，是1959年Chinua Achebe的Things Fall Apart。這本書描寫了在十九世紀末或20世紀初英國殖民統治和基督教傳教士對伊博文化的影響。大多數的內容以Umuofia為背景，其中一個以尼日爾為背景。

## 現況

### 生存現狀
近年來，由於奈及利亞發現石油，村民的生活有了很大改變。以前的房子是用泥牆和茅草屋頂構成，現在構建了鐵皮屋頂而且房子也由水泥製造。電力已被引入；電視機和收音機現在是家常便飯。村子裡有自來水，但它沒有連接到家家戶戶。

### 社會問題
伊博人從內戰到軍事政變都存在各式各樣大大小小的社會問題。
奈及利亞的犯罪率很高，尤其是在開發程度較高的城市，但近年來，農村也受到影響。犯罪浪潮隨著1980年代的經濟狀況惡化加劇。毒品犯罪也成為一個問題。

### 著名人士

#### 演員

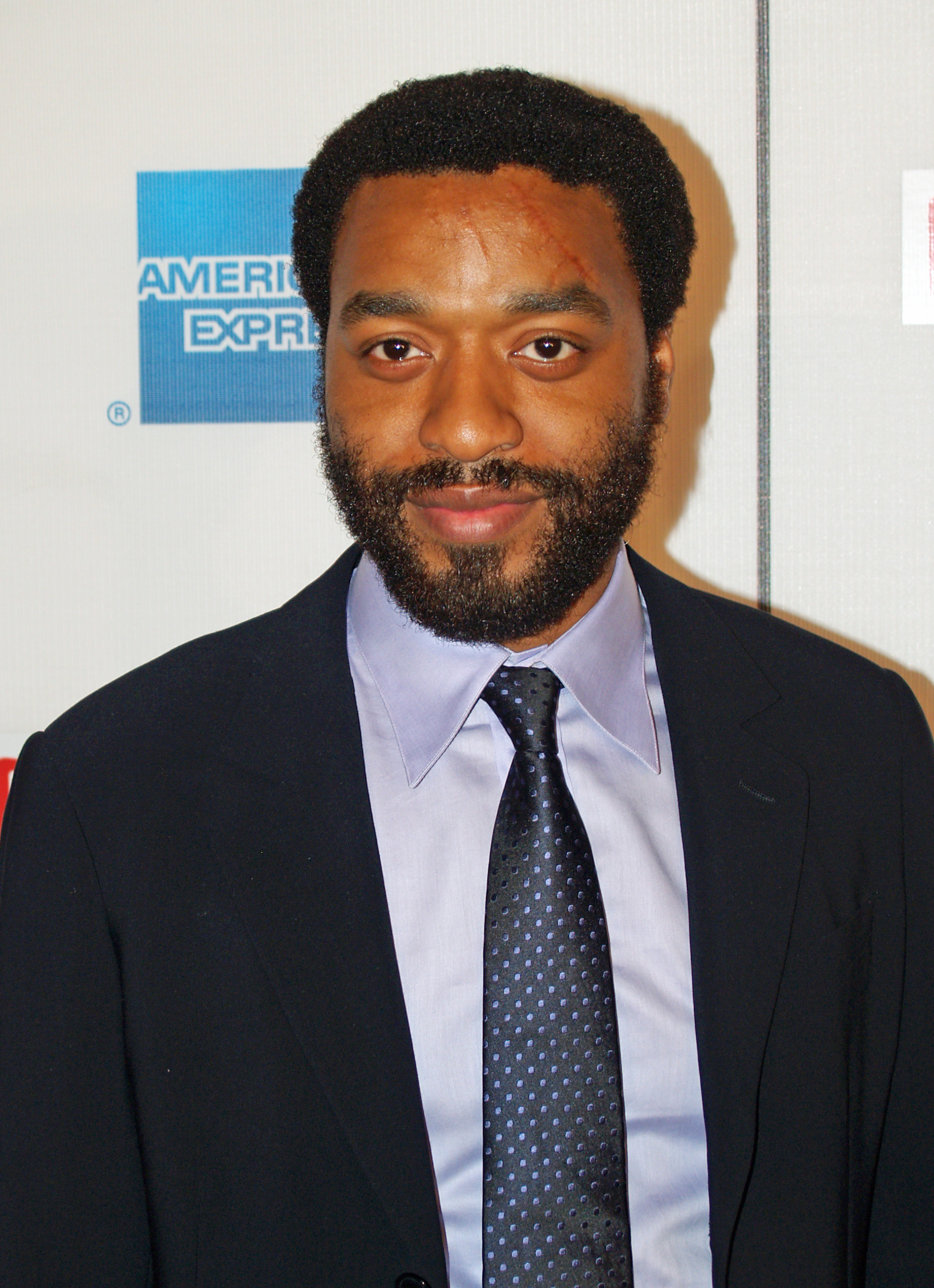
切瓦特·艾乔福

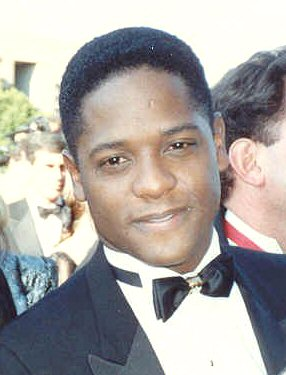
Blair Underwood

| 名字            | 出生          | 死亡 | 功績                                                                       | 來源    |
| --------------- | ------------- | ---- | -------------------------------------------------------------------------- | ------- |
| 切瓦特·艾乔福   | 1974年7月10日 | –    | 一次金球獎最佳男演員及兩次金球獎最佳男演員提名                             | [ 141 ] |
| Blair Underwood | 1964年8月25日 | –    | 美國的電視及電影演員，他在2009年曾因為他的角色在"In Treatment"被提名金球獎 | [ 142 ] |

#### 作家

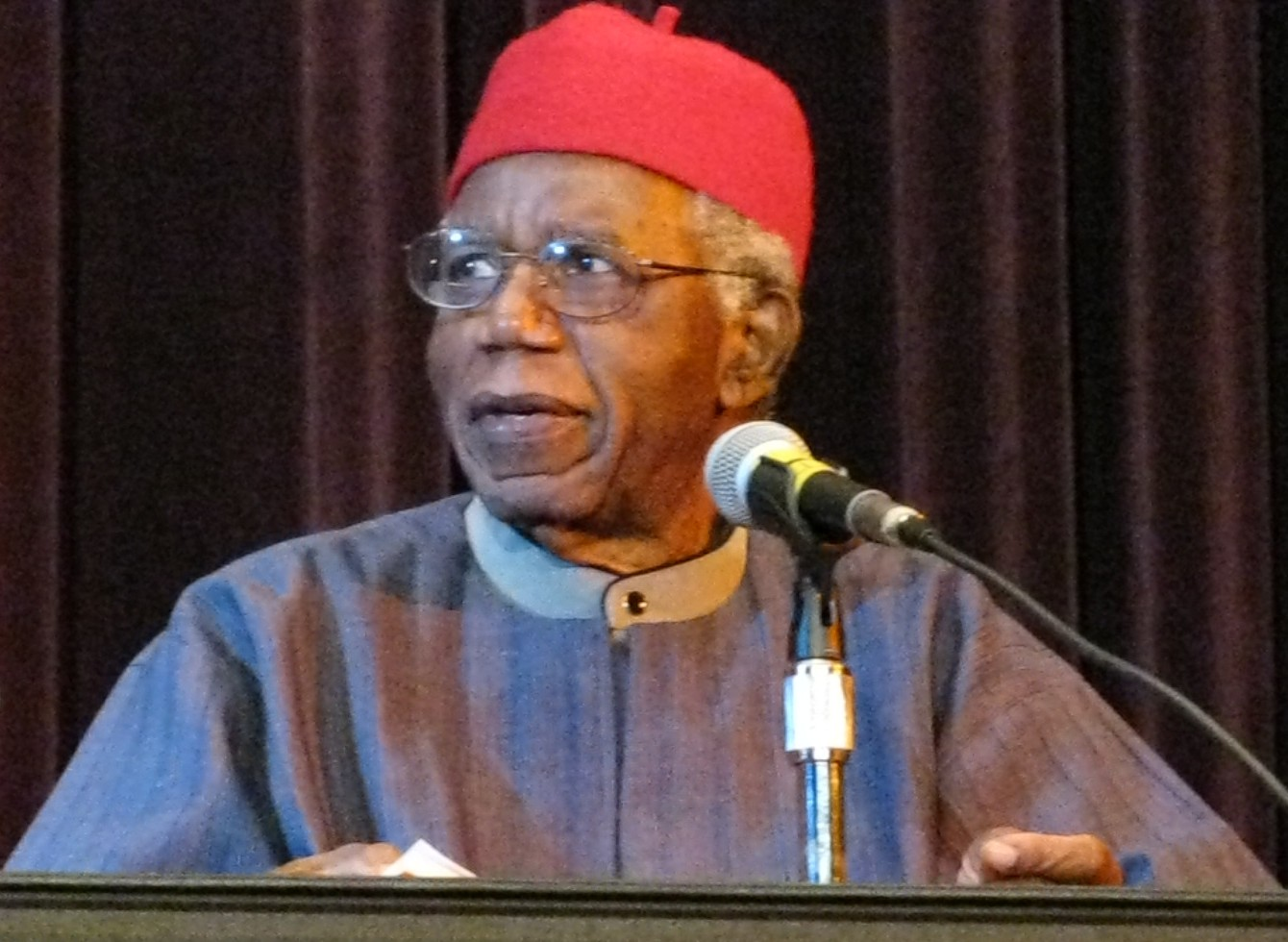
奇努阿·阿切贝

| 名字          | 出生           | 死亡          | 功績                                                                           | 來源    |
| ------------- | -------------- | ------------- | ------------------------------------------------------------------------------ | ------- |
| Chris Abani   | 1966年12月27日 | –             | 以他的第一本小說Masters of the Board著名，那本書書描寫了Neo-Nazi佔領奈及利亞。 | [ 143 ] |
| 奇努阿·阿切贝 | 1930年11月16日 | 2013年3月21日 | 小說家，詩人和評論家，他最著名的是曾得過獎的小說"Things Fall Apart"            | [ 144 ] |

#### 歌手或音樂家
| 名字         | 出生           | 功績                            | 來源    |
| ------------ | -------------- | ------------------------------- | ------- |
| Dr. Alban    | 1957年8月26日  | 瑞典籍雷鬼歌手                  |         |
| Kele Okereke | 1981年10月13日 | 樂團Bloc Party的主唱            | [ 145 ] |
| P-Square     | 1981年10月18日 | 雙胞胎兄弟Peter和Paul Okoye組合 | [ 146 ] |

#### 經濟學家

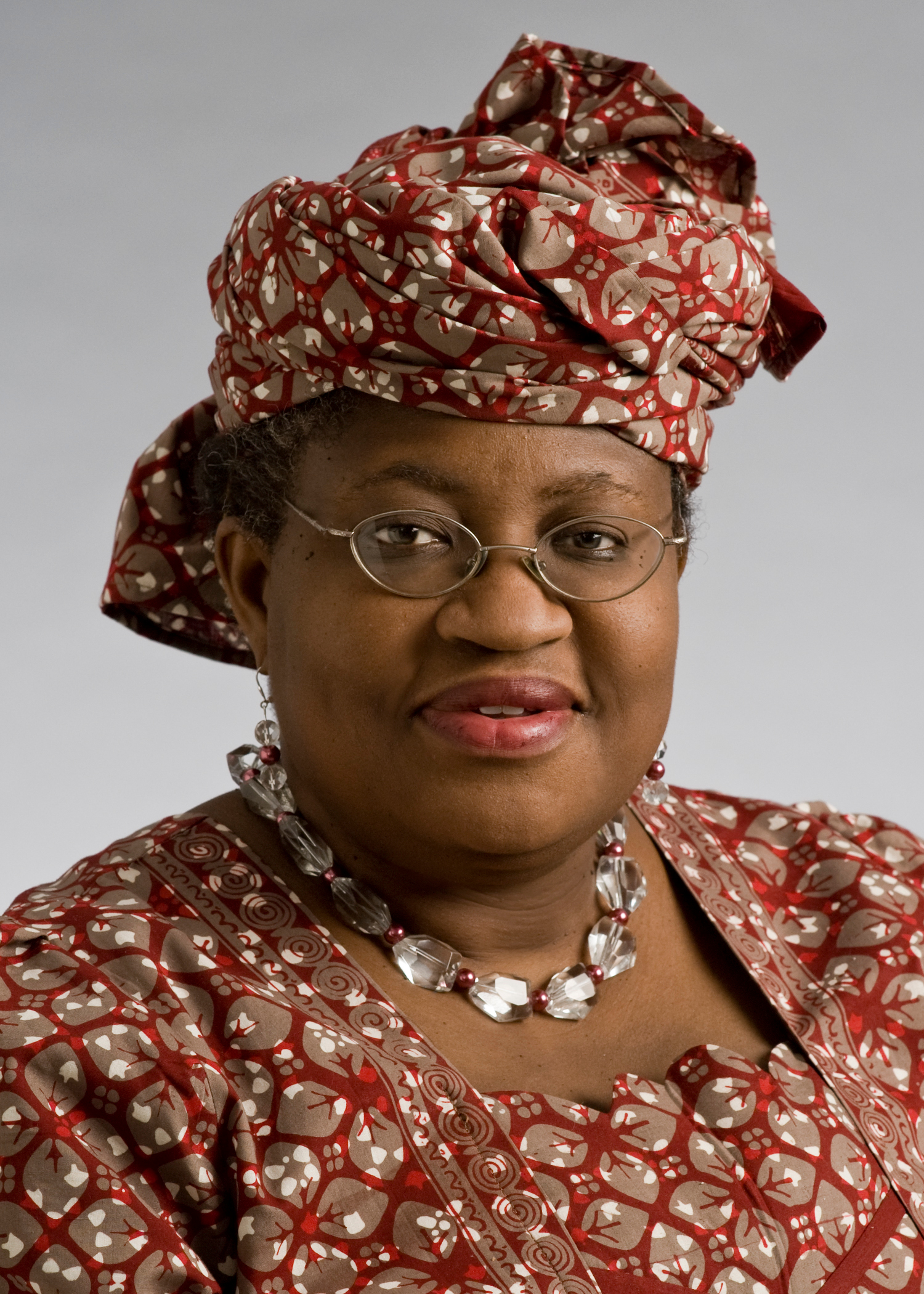
恩戈齊·奧孔約-伊衞拉

| 名字                    | 出生          | 死亡 | 功績 | 來源    |
| ----------------------- | ------------- | ---- | --- | ------- |
| 恩戈齊·奧孔約-伊衞拉    | 1954年6月13日 | –    | 前奈及利亞的外交部長及財政部長，是奈及利亞第一位當上這些職位的女性。她也是前世界銀行World Bank的董事總經理及一次性的候選人。 | [ 147 ] |
| Charles Chukwuma Soludo | 1960年7月28日 | –    | 經濟學教授和前州長和奈及利亞中央銀行的董事長                                                                                 |         |
| Obiageli Ezekwesili     | 1963年4月28日 | –    | 前世界銀行World Bank的副主席和奈及利亞的教育部長，也是Transparency International的聯合創辦人。                               |         |

#### 政治人物
| 名字                   | 出生           | 死亡         | 功績                                                                                     | 來源 |
| ---------------------- | -------------- | ------------ | ---------------------------------------------------------------------------------------- | ---- |
| 爱德华·威尔莫特·布莱登 | 1832年8月3日   | 1912年2月7日 | 教育家，作家，外交官，在賴比瑞亞和獅子山共和國當政客                                     |      |
| Akanu Ibiam            | 1906年11月29日 | 1995年12月   | 醫學傳教士，1960年至1966年成為東部地區的第一個州長。埃努古國際機場就是以他的名字命名的。 |      |

#### 科學家

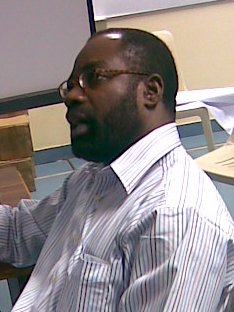
Philip Emeagwali

| 名字             | 出生         | 死亡 | 功績 | 來源 |
| ---------------- | ------------ | ---- | --- | ---- |
| Philip Emeagwali | 1954年       | –    | 電腦工程師，地理學家，因為他的Connection Machine和supercomputer而贏得1989年的Gordon Bell Prize和另一個獎IEEE |      |
| Bisi Ezerioha    | 1972年1月6日 |      | 工程師，企業家                                                                                               |      |

#### 運動選手

##### 美式足球

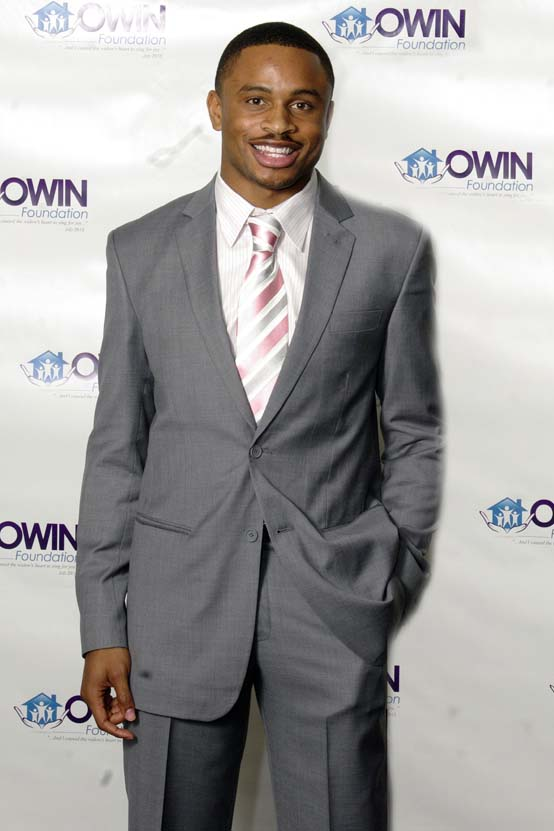
Nnamdi Asomugha

| 名字                  | 出生           | 死亡 | 功績                                          | 來源    |
| --------------------- | -------------- | ---- | --------------------------------------------- | ------- |
| Obed Ariri            | 1956年4月4日   | –    | NFL的定位踢球者                               |         |
| Nnamdi Asomugha       | 1981年7月6日   | –    | NFL奧克蘭突擊者隊的防守後衛                   | [ 148 ] |
| Adimchinobi Echemandu | 1980年11月21日 | –    | 在2004年NFL的選秀以第七輪被克里夫蘭布朗隊選中 |         |

##### 足球

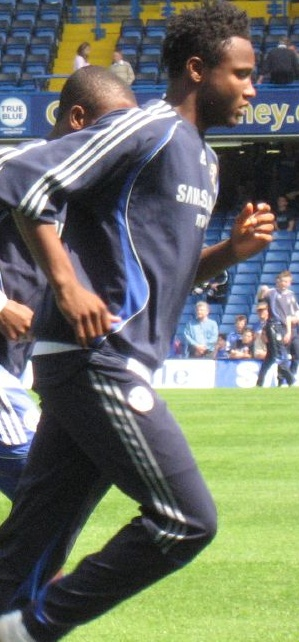
米基爾·約翰·奧比

| 名字             | 出生          | 死亡 | 功績                                       | 來源    |
| ---------------- | ------------- | ---- | ------------------------------------------ | ------- |
| 恩万科沃·卡努    | 1976年8月1日  | –    | 奈及利亞足球聯盟的職業足球前鋒             | [ 149 ] |
| 米基爾·約翰·奧比 | 1987年4月22日 | –    | 2012年曾贏得UEFA Champions League和Chelsea | [ 150 ] |

#### 宗教人物
| 名字                   | 出生          | 死亡          | 功績                                                                         | 來源    |
| ---------------------- | ------------- | ------------- | ---------------------------------------------------------------------------- | ------- |
| Agnes Okoh             | 1905年        | 1995年        | Christ Holy Church International的創立人，這是一間在奈及利亞非洲人的獨立教堂 | [ 151 ] |
| William Drew Robeson I | 1844年7月27日 | 1918年5月17日 | Paul Robeson的爸爸，在1880－1901年間是紐澤西一間教堂的部長                   | [ 152 ] |